# برناردو هرنانديز غونزاليس
برناردو هرنانديز غونزاليس (بالإسبانية: Bernardo Hernández González)‏ هو رائد أعمال إسباني، ولد في 29 ديسمبر 1970 في سلامنكا في إسبانيا.

## وصلات خارجية
- الموقع الرسمي